# Felix Hatz

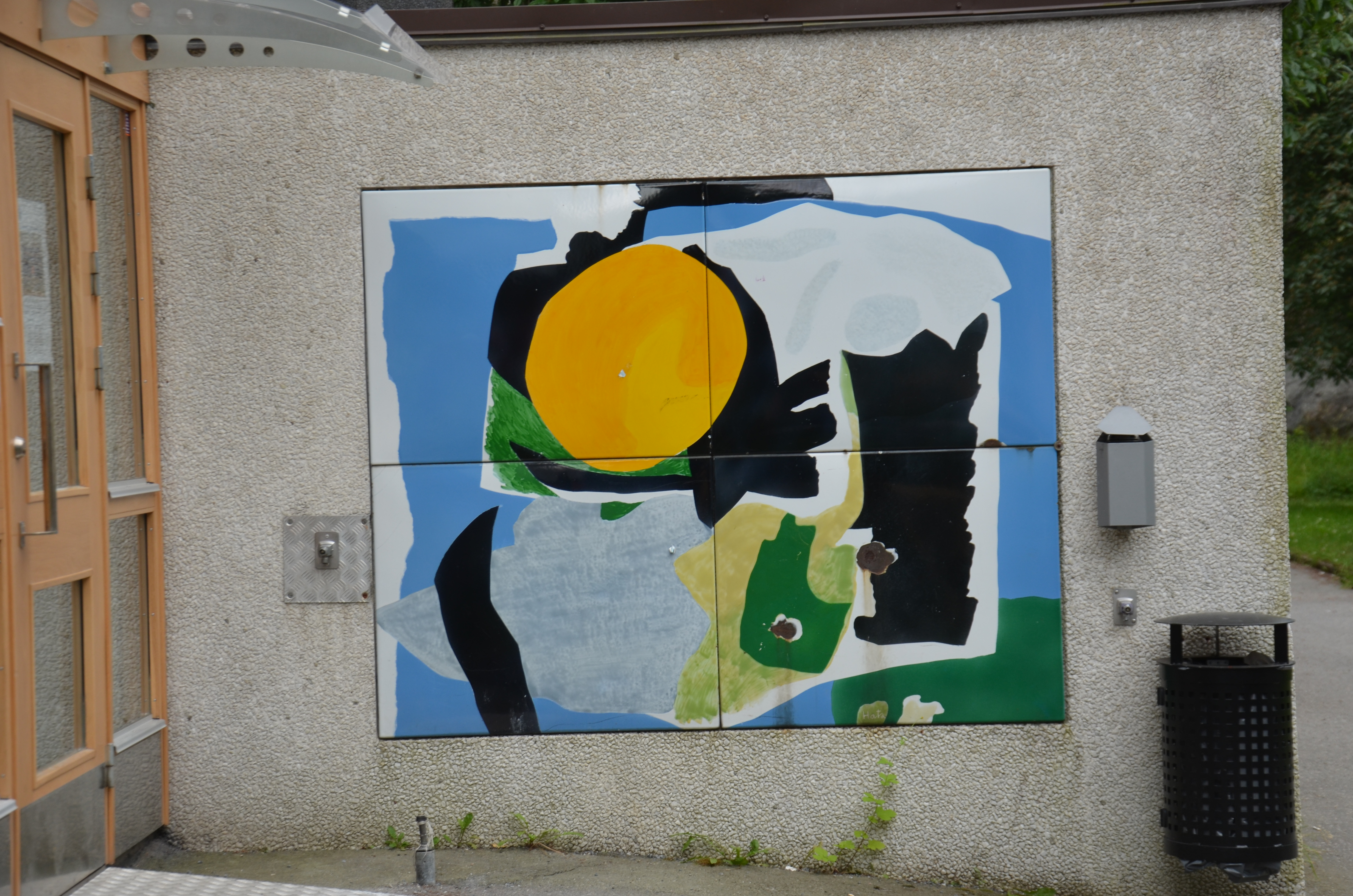
Ballongen, emaljmålning på Ullaredsgränd 16 i Östberga i Stockholm

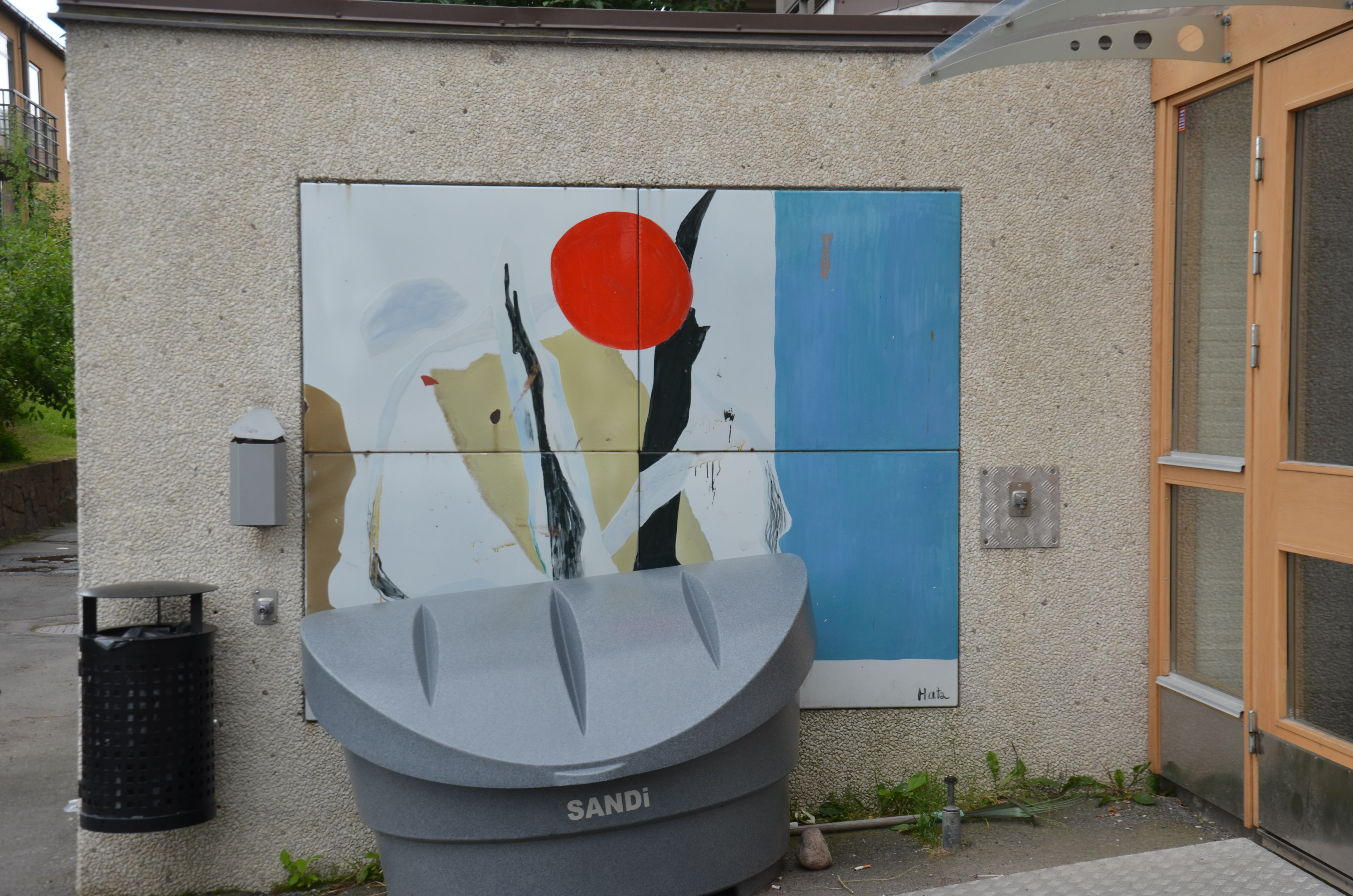
Ballongen, emaljmålning på Ullaredsgränd 24 i Östberga i Stockholm

Felix Walter Hatz, född 6 oktober 1904 i Wien, död 30 mars 1999 i Hedvig Eleonora församling i Stockholm, var en svensk målare och grafiker.

## Biografi
Felix Hatz, som var av österrikiskt ursprung, kom som barn till Sverige och växte upp i Skåne. Han studerade vid Konstakademien i Stockholm 1928–1933, hos Aksel Jørgensen, Kunstakademiet i  Köpenhamn 1934 och genom flera utlandsresor.
Felix Hatz tidiga måleri var influerat av Edvard Munch och bestod bland annat av expressiva landskap, blomsterstilleben och stadsmotiv. Från sommaren 1944 arbetade han i Söndrum, strax norr om Halmstad, i Stenhuggeriet, där han sommartid utförde många av sina mest betydande verk. Där blev han också nära vän med konstnärer inom Halmstadgruppen, samt Sven X:et Erixson och Knut Gruva.
Från 1950-talet arbetade han mera abstrakt, med rena färg- och formplan. En högt uppdriven färgkänslighet präglar både hans målningar  och hans grafik. En del av hans verk har tydliga intryck av Claude Monet eller Paul Cézanne, medan andra mera pekar i den riktning som Van Gogh arbetade.
Hatz finns representerad på Moderna Museet i Stockholm, Malmö museum, Kalmar Konstmuseum, Ystads konstmuseum och Gävle museum, Göteborgs konstmuseum[källa behövs], Norrköpings konstmuseum och Nasjonalgalleriet i Oslo.

## Familj
Han var gift fem gånger, första gången 1931–1942 med konstnären Brita af Klercker, andra gången 1944–1946 med konstnären Gunnel Frieberg, tredje gången 1947–1969 med arkeologen Ingel Bonde-Hatz (1912–1989), fjärde gången 1973 med Louise Peyron-Carlberg och femte gången från 1989 med Irene Nosel (född 1947).
Tillsammans med Bonde-Hatz fick han fyra barn: Ingeborg Hatz (1946–2022),  skådespelaren Lia Boysens mor, Edvard Hatz (född 1948), konstnären Madeleine Hatz (född 1952) och arkitekten Elizabeth Hatz (född 1953).